# Alexander Baer
Alexander Baer (* 10. März 1975) ist ein deutscher Politiker (SPD). Er ist seit 2022 Abgeordneter im Landtag von Nordrhein-Westfalen.
Alexander Baer absolvierte von 1993 bis 1996 eine Ausbildung zum Bankkaufmann sowie ein Studium als Sparkassenbetriebswirt (1998/1999). Er wechselte 2014 in den Immobilienbereich, wo er inzwischen als Makler tätig ist.
Alexander Baer gehört für seine Partei dem Rat der Stadt Lemgo an und ist dort Fraktionsvorsitzender.
Bei der Landtagswahl in Nordrhein-Westfalen 2022 erhielt er ein Abgeordnetenmandat im Landtag von Nordrhein-Westfalen. Er gewann das Direktmandat im Landtagswahlkreis Lippe II – Herford III.